# 여자들 (2014년 영화)
《여자들》(女子ーズ, Joshizu)은 일본에서 제작된 후쿠다 유이치 감독의 2014년 액션, 코미디 영화이다. 키리타니 미레이 등이 주연으로 출연하였다.

## 출연

### 주연
- 키리타니 미레이
- 후지이 미나
- 타카하타 미츠키
- 아리무라 카스미
- 야마모토 미즈키

### 조연
- 다이토 슌스케
- 야스다 켄
- 오카다 요시노리
- 키카와다 마사야
- 미나가와 사루토키
- 키타로
- 사토 지로